# Sân bay Ô Hải
Sân bay Ô Hải nằm ở Ô Hải, Nội Mông Cổ, Trung Quốc (IATA: WUA).

## Airlines and destinations
| Hãng hàng không | Các điểm đến                                                    |
| --------------- | --------------------------------------------------------------- |
| Hainan Airlines | Bắc Kinh-Thủ đô, Hô Hòa Hạo Đặc, Quảng Châu, Tây An, Quảng Châu |